# Marin Ferenčević
Marin Ferenčević (1992.), hrvatski košarkaš iz Virovitice. Igra na poziciji beka šutera. Nositelj neslužbenoga svjetskog rekorda.

## Životopis
Košarkom se bavi od osme godine. Otac mu je igrao je u Virovitici. Pri završetku svoje igračke karijere sina je redovito vodio na treninge i utakmice. Martin je zavolio košarku iz prve. Svaki je slobodni trenutak provodio igrajući košarku, naporno i uporno vježbajući, u dvorani i kod kuće. Nadahnjivao se videokazetama Dražena Petrovića. Na svakoj utakmici u pionirskim kategorijama davao je preko 40 koševa. S lakoćom je polagao, zakucavao, pogađao i za 2 i za tri. Protiv Borika je postigao 101, protiv Koprivnice preko 100, protiv Bjelovara 100. Šira hrvatska javnost čula je za nj kad je 13-godišnji Ferenčević protiv Gramineae II postigao 178 koševa, podijelio nekoliko asistencija, pri čemu je na klupi prosjedio desetak minuta. Utakmica je završila 187:70. Ferenčević je tad bio hrvatski mladi kadetski reprezentativac. Mediji su se sjatili oko njega, što je bio za nj kao momčića veliki teret. Podatak nije ušao u Guinnessovu knjigu rekorda jer je bio maloljetan. Najmoćniji hrvatski klubovi nadmetali su se u ponudama: Cibona, Zagreb, Cedevita koja je tek nastajala. U vrlo grubom trenutku snašle su ga ozljede. Na kraju se je odlučio vratiti u Viroviticu. Prije tog je pomogao je i Podravcu iz Virja ući u jedinstvenu 1. košarkašku ligu. Imao je mnogo inozemnih ponuda, ali je to odbio. Danas je u Virovitici igrač i trener. Trenira nekoliko mlađih uzrasnih kategorija, a pokrenuli su i Školu košarke u Suhopolju.